# مرقشيت
المرقشيت  (أو المرقشيتا) هو معدن من معادن الكبريتيدات لفلز الحديد بحيث يمكن كتابة صيغة وحدته البلورية على الشكل FeS2، وهو يتبلور وفق نظام بلوري معيني قائم. يختلف المرقشيت عن البيريت حيث أن الأخير يتبلور وفق نظام بلوري مكعب.
تعود أصل تسمية المعدن إلى الاسم الآشوري لمنطقة في جبال زاغروس كان يكثر فيها استخراج هذا المعدن، ومنه نقلت إلى اللغات الأخرى حيث يسمى المعدن ماراكاسيت.